# Vladimir Popović (pjesnik)
Vladimir Popović (Zadar, 12. veljače 1910. – Zagreb, 23. prosinca 1995.) bio je hrvatski pisac i redoviti član HAZU.

## Životopis
Osnovnu školu i gimnaziju je učio u Šibeniku. Sudionik NOP-a.
Od 1957. je bio umjetnički direktor Zagreb filma. Izvanredni član JAZU od 1979., a od 1982. redoviti član. Uređivao je pjesničke antologije. Godine 1976. je dobio nagradu »Vladimir Nazor« – za životno djelo.
Na umjetničkoj ravnini ostvarivao se pjesništvom i esejistikom. Od hrvatskih pisaca uređivao je djela V. Nazora, A. Cesarca, J. Pavičića i M. Lovraka. Prve radove objavio je u časopisima »Mladost« (1926/27.) i »Omladina«.

## Djela
- "Svjetlo na pepelu", Zagreb, 1951.
- "Lirske minijature", Zagreb, 1953.
- "Povelja sna i jave", Beograd, 1956.
- "Oči (Poema)", Zagreb, 1962.
- "Razmatranja", Zagreb, 1977.